# Dolcetto di Ovada
Der Dolcetto di Ovada (DOC) (oder einfach Ovada) und der Dolcetto di Ovada Superiore (DOCG) sind italienische Rotweine aus der Dolcettotraube sowie ein Weinbaugebiet in der Provinz Alessandria, Piemont.
Bereits seit 1972 hatte der „Dolcetto  di Ovada“ eine kontrollierte Herkunftsbezeichnung (DOC). Der „Dolcetto  di Ovada Superiore“ genießt seit 2008 den Status einer kontrollierten und garantierten Herkunftsbezeichnung (DOCG). Diese wurde am 7. März 2014 aktualisiert.

## Anbaugebiet
Das Gebiet Ovadese umfasst die Gemeinden Ovada, Belforte Monferrato, Bosio, Capriata d’Orba, Carpeneto, Casaleggio Boiro, Cassinelle, Castelletto d’Orba, Cremolino, Lerma, Molare, Montaldeo, Montaldo Bormida, Mornese, Morsasco, Parodi Ligure, Prasco, Rocca Grimalda, San Cristoforo, Silvano d’Orba, Tagliolo Monferrato und Trisobbio.

## Erzeugung
2019 wurden 14.685 Hektoliter „Dolcetto di Ovada“ (DOC) erzeugt. Vom „Dolcetto di Ovada Superiore“ (DOCG) wurden im gleichen Jahr 1.399 Hektoliter produziert.
Der „Dolcetto di Ovada“ und der „Dolcetto  di Ovada Superiore“ werden zu 100 % aus der Rebsorte Dolcetto hergestellt. Wenn der „Dolcetto  di Ovada Superiore“ mindestens 24 Monate gelagert hat, darf er die Bezeichnung „Riserva“ tragen.

## Beschreibung
Laut den Produktionsvorschriften:

### Dolcetto di Ovada
- Farbe: rubinrot, bisweilen mit violetten Reflexen
- Geruch: weinig, mit charakteristischem Geruch
- Geschmack: trocken, weich, bisweilen fruchtig oder mandelartig
- Alkoholgehalt: mindestens 11,5 Vol.-%
- Säuregehalt: mind. 4,5 g/l
- Trockenextrakt: mind. 22,0 g/l

### Dolcetto  di Ovada Superiore
- Farbe: rubinrot, mit Tendenz zu granatrot
- Geruch: weinig, manchmal ätherisch, manchmal mit einem Hauch von Holz
- Geschmack: trocken, mit Mandelduft, manchmal mit einem Hauch von Früchten und/oder Gewürzen
- Alkoholgehalt: mindestens 13,0 Vol.-%
- Säuregehalt: mind. 4,5 g/l
- Trockenextrakt: mind. 24,0 g/l